# Due fiabe
Due fiabe (Two Fables, pubblicato successivamente in Italia con il titolo Due racconti) è una raccolta di due brevi racconti di Roald Dahl, pubblicato originariamente nel 1986 da Penguin in Inghilterra e da Farrar, Straus, & Giroux negli Stati Uniti d'America.
I due racconti contenuti sono:
- "La Principessa e il Bracconiere" (Princess and the Poacher)
- "La Principessa Mammalia" (Princess Mammalia)

## Edizioni
- Farrar, Straus, & Giroux, 1986, USA.
- Viking Penguin, 1986, Gran Bretagna.
- Salani Editore, 1995, Italia, con il titolo Due fiabe ISBN 8877823003
- Salani Editore, 2010, Italia, con il titolo Due racconti ISBN 9788877823007